# 白木義一郎
白木 義一郎（しらき ぎいちろう、1919年〈大正8年〉9月20日 - 2004年〈平成16年〉1月25日）は、日本のプロ野球選手（投手）、政治家。
日本プロ野球界出身者初の国会議員。創価学会の会員であり、初代大阪支部長、ついで初代関西総支部長も務めた。池田大作の妻・香峯子の従兄弟にあたる。また、池田の著書『人間革命』に登場する「春木征一郎」のモデルともなっている。

## 野球選手としての球歴
1937年に慶應義塾商工学校野球部のエースとして、春の選抜大会及び夏の全国大会に連続出場。春は2回戦で中京商業の野口二郎と投げ合うが0-4で敗れる。夏は東京地区予選前に右足首を亀裂骨折するが、自らギプスを壊して準決勝・決勝を投げ切る。甲子園では再び2回戦で中京商業の野口と投げ合うが、延長11回1-2で敗れた。
慶應義塾大学進学後もエースを務め、通算27試合登板10勝2敗の成績を残すが、1941年に応召する。戦後の1945年11月18日に行われた復活オール早慶戦では延長11回を投げ切り完投勝利を挙げている。
1946年にセネタースに入団し、背番号18をつける。同じく新人で明治大学出身の大下弘とともに人気を集め、この二人が漂わせる雰囲気がセネタースに都会的なカラーを与えたという。同年4月28日の対ゴールドスター戦で初登板初完封を無四球で飾ると、新人ながら30勝（22敗）防御率2.58（4位）で最多勝利のタイトルを獲得。翌1947年は7月6日対南海戦で3度に亘って野選を犯した挙げ句サヨナラ負けするなど、9度もサヨナラ敗戦を喫する。一方で、シーズンでは26勝（25敗）防御率1.74で、今度は最優秀防御率を獲得した。
1948年は6月初旬まで3勝6敗とこれまでの酷使のためか調子を落とす。さらに6月12日対中日戦では、初回に3点を失うと、6-7回で10安打を浴びて7失点、さらに8回無死から3連打を浴びてノックアウトされ、結局7回で20安打13失点の大乱調となった。シーズンでも7勝12敗に終わる。1949年は片山博と並んでチームトップの16勝を挙げるなど復調。しかし、この年から監督に就任した井野川利春の投手起用法に不満を持って白木が抗議したことをきっかけに、白木と井野川の確執が表面化。シーズン終盤には白木が連判状を持ち回って若手選手を糾合して、監督排斥運動を起こしている。
1950年は開幕戦となる3月12日の大映戦で無四球完投勝利を飾ると、3月中に全て無四球完投で3勝を記録。さらに、4月12日の毎日戦から5月8日の近鉄戦まで4試合連続無四球完投（内訳は2勝2敗）するなど、開幕から5月25日の阪急戦8回にかけて、連続74イニング無四球の当時の日本プロ野球記録を樹立する。しかし、この頃の白木は全盛期を過ぎており、球威不足を制球力で補っていたが、無四死球が40イニングを越えるあたりから記録を意識しだしたためか、早いカウントから甘いストライクを投げて安打を打たれるケースも散見された。記録を達成した阪急戦も2-4で敗れていたため、井野川から自分の記録のためにチームを犠牲にしていると批判される。白木がこれに反発すると、井野川から干されてしまい、1ヶ月近く白木は起用されなかった。シーズンでは米川泰夫（23勝）に次ぐ、14勝（13敗）防御率3.38（リーグ11位）を記録している。1951年は肩の故障により4勝（10敗）に終わる。シーズンオフに、宗教に凝ってチームの和を乱しすぎた、ことを理由に阪急ブレーブスに放出される。しかし、1952年は未勝利に終わり、同年限りで引退。

## 選手としての特徴
抜群の制球力を活かして、巧みな配球のコンビネーションで勝負した。
東急在籍中は相手の打者がピッチャーゴロを打ちあきらめて走らないと見るや、白木はそのまま一塁手の飯島滋弥に送球せずに捕手の熊耳武彦に一旦送球して、熊耳が飯島に送球する「投捕ゴロ」というトリックプレーを度々見せていた。しかし、スタンドプレーであるとしてチーム内での評判は芳しくなく、ミスをすると負けに繋がるとして咎める声もあったという。なお、1947年4月18日対金星戦の2回に六番打者小前博文のゴロに対して初めてこのプレーを見せ、同年のシーズン通算でのべ18人の打者に対して行っている。ほかにも、一塁送球をゴロで投げたり、二塁に投げて併殺のように見せたりしたことがあった。
選手層の薄かった東急では器用さを買われて、内野手・外野手も務めたほか、代打本塁打を打ったり、本盗を決めたことがある。

## エピソード
- 顎が長い風貌のため、チームメイトから「ロング・ロング・アゴー」と呼ばれた事がある[11]。
- 1946年のペナントレースでグレートリングと巨人が激しく優勝を争っていたが、11月5日の対巨人最終戦で白木は巨人を1点に抑えて勝利投手となり、グレートリングの初優勝が決まった。白木のおかげで、初優勝し最高殊勲選手のタイトルを獲得できたグレートリング監督の山本一人はこの時の感謝を忘れず、のちに白木が参議院議員選挙に立候補した際は、応援演説に行ったという[12]。

### 詳細情報

#### 年度別投手成績
| 年 度    | 球 団                     | 登 板 | 先 発 | 完 投 | 完 封 | 無 四 球 | 勝 利 | 敗 戦 | セ 丨 ブ | ホ 丨 ル ド | 勝 率 | 打 者 | 投 球 回 | 被 安 打 | 被 本 塁 打 | 与 四 球 | 敬 遠 | 与 死 球 | 奪 三 振 | 暴 投 | ボ 丨 ク | 失 点 | 自 責 点 | 防 御 率 | W H I P |
| -------- | ------------------------- | ----- | ----- | ----- | ----- | -------- | ----- | ----- | -------- | ----------- | ----- | ----- | -------- | -------- | ----------- | -------- | ----- | -------- | -------- | ----- | -------- | ----- | -------- | -------- | ------- |
| 1946     | セネタース 東急 急映 東急 | 59    | 48    | 43    | 4     | 7        | 30    | 22    | --       | --          | .577  | 1843  | 440.0    | 414      | 13          | 111      | --    | 6        | 158      | 6     | 0        | 169   | 126      | 2.58     | 1.19    |
| 1947     | セネタース 東急 急映 東急 | 59    | 45    | 44    | 6     | 8        | 26    | 25    | --       | --          | .510  | 1745  | 439.0    | 364      | 15          | 67       | --    | 9        | 121      | 1     | 0        | 127   | 85       | 1.74     | 0.98    |
| 1948     | セネタース 東急 急映 東急 | 25    | 24    | 19    | 2     | 3        | 7     | 12    | --       | --          | .368  | 817   | 199.2    | 196      | 2           | 35       | --    | 1        | 59       | 1     | 1        | 69    | 62       | 2.79     | 1.16    |
| 1949     | セネタース 東急 急映 東急 | 35    | 29    | 24    | 2     | 9        | 16    | 14    | --       | --          | .533  | 1018  | 248.2    | 250      | 22          | 36       | --    | 1        | 88       | 1     | 2        | 116   | 101      | 3.65     | 1.15    |
| 1950     | セネタース 東急 急映 東急 | 37    | 31    | 23    | 2     | 9        | 14    | 13    | --       | --          | .519  | 1097  | 264.0    | 281      | 26          | 35       | --    | 2        | 82       | 0     | 0        | 121   | 99       | 3.38     | 1.20    |
| 1951     | セネタース 東急 急映 東急 | 18    | 17    | 7     | 0     | 3        | 4     | 10    | --       | --          | .286  | 495   | 112.2    | 140      | 12          | 19       | --    | 1        | 21       | 0     | 1        | 73    | 51       | 4.06     | 1.41    |
| 1952     | 阪急                      | 9     | 2     | 0     | 0     | 0        | 0     | 2     | --       | --          | .000  | 104   | 21.0     | 38       | 0           | 4        | --    | 0        | 5        | 0     | 0        | 19    | 18       | 7.71     | 2.00    |
| 通算:7年 | 通算:7年                  | 242   | 196   | 160   | 16    | 39       | 97    | 98    | --       | --          | .497  | 7119  | 1725.0   | 1683     | 90          | 307      | --    | 20       | 534      | 9     | 4        | 694   | 542      | 2.83     | 1.15    |

- 各年度の太字はリーグ最高
- セネタースは、1947年に東急（東急フライヤーズ）に、1948年急映（急映フライヤーズ）に、1949年東急（東急フライヤーズ）に球団名を変更

### タイトル
- 最多勝利：1回 （1946年）
- 最優秀防御率：1回 （1947年）

### 記録
- 連続試合無四死球完投：4、1950年4月12日対毎日戦～5月8日対近鉄戦 ※NPBタイ記録[13]
- 連続イニング無四死球：74、1950年3月12日対大映戦1回～同年5月25日対阪急戦8回 ※当時のNPB記録（1973年に安田猛が81回で更新）。現在はパ・リーグ記録[13]
- 1試合最多被安打：20、1948年6月12日対中日戦（後楽園） ※投球回数7イニングでの記録[14]
- 1試合最多野選：3、1947年7月6日対南海戦[15]
- シーズン最多サヨナラ敗戦：9、1947年 ※NPB記録[16]

### 背番号
- 18 （1946年 - 1951年）
- 15 （1952年）

## 政治家としての経歴
- 1956年  - 第4回参議院議員通常選挙大阪地方区に創価学会系無所属として出馬し初当選（連続4回）。同期当選に辻武寿、北条雋八（ともに全国区）がいる。なお、この選挙で創価学会は初めて参議院に進出、6人の候補者を立て3人を当選させた。同年8月26日、創価学会関西総支部長に就任。
- 1961年 - 公明政治連盟の結成に参加。
- 1962年 - 参院選で15議席の大台に乗せ、院内会派・公明会の結成に参加。
- 1964年11月17日 - 公明党結成に参加し、初代中央執行委員長原島宏治の下で副書記長に就任。同年12月9日、原島の急逝を受けて第2代委員長となった辻武寿の下でも副書記長に留任。
- 1965年 - 参院選後に辻委員長の下で副委員長に就任。
- 1967年2月 - 衆院選後に第3代委員長竹入義勝の下で副委員長に留任。
- 1974年 - 副委員長を退任し、中央統制委員長に就任。
- 1984年12月 - 中央統制委員長を退任し、公明党の役職から退いた。
- 1986年7月 - 政界引退。
- 1989年11月3日 - 勲一等旭日大綬章受章[17]。
- 2004年1月25日 - 腎不全のため死去。享年84。葬儀は自宅で営まれた[1]。